# Eriopyga griseorufa
Eriopyga griseorufa là một loài bướm đêm trong họ Noctuidae.